# گلیز ۵۸۱ جی

منظومهٔ ستاره‌ای گلیز ۵۸۱ با دوران دایره‌ای

گلیز ۵۸۱ جی (به انگلیسی: Gliese ۵۸۱ g) که با نام‌های Gl ۵۸۱g و GJ ۵۸۱g نیز شناخته می‌شود، یک سیارهٔ فراخورشیدی تأییدنشده و ششمین سیاره‌ای است که در مدار کوتولهٔ سرخی به نام گلیز ۵۸۱ می‌چرخد و حدود ۲۰٫۴۲ سال نوری (معادل با ۱، ۹۴×۱۰۱۴ کیلومتر) از زمین فاصله دارد. این سیاره در صورت فلکی ترازو قرار دارد و انتظار می‌رود که مانند زمین آب مایع بر روی سطح خود داشته باشد. گرانش این سیاره تقریباً ۱٫۳ تا ۱٫۸ برابر زمین است. گلیز ۵۸۱ جی در اواخر سپتامبر ۲۰۰۷ توسط گروه تحقیقاتی پروفسور استیفن فوگت، تیم تحقیقاتی فراسیاره‌ای لیک کانیج، پس از یک دهه کاوش کشف شد و شبیه‌ترین سیاره به زمین است که تاکنون شناخته شده‌است.
مطالعات نشان می‌دهند که این سیاره در مابین منطقهٔ قابل سکونت نسبت به ستارهٔ اصلی‌اش قرار گرفته که دمای آن نه بسیار گرم و نه بسیار سرد است. اگر این سیاره، سیاره‌ای پرصخره باشد، وضعیت جوی مناسب آن می‌تواند وجود آب، الزامی برای وجود هر نوع زندگی، را در سطح آن تأیید کند. با جرمی حدود ۳٫۱ تا ۴٫۳ بار بیشتر نسبت به زمین، گلیز ۵۸۱ جی به عنوان یک فرازمین و به عنوان سیاره‌ای که به بیشترین حالت ممکن در منطقه قابل سکونت همانند زمین قرار دارد، شناخته می‌شود. این ویژگی، گلیز ۵۸۱ جی را به سیاره‌ای تبدیل کرده که بیشترین شباهت را به زمین دارد و بیرون از منظومهٔ خورشیدی یافت شده و بیشترین امکان را برای فراهم آوردن زندگی در سیاره‌ای فراخورشیدی فراهم ساخته‌است.
لازم به ذکر است این سیاره حرکت وضعی ندارد به این معنی که سیاره به دور خود نمی‌چرخد، از همین رو شب و روز نیز بی معنیست و در یک طرف سیاره همیشه روز و در طرف دیگر همیشه شب است، البته در طرف شب آسمان پر از ستاره‌است اما به دلیل دور بودن ستاره‌ها نور آن‌ها تأثیری در تاریکی نداردبین بخش تاریک و بخش روشن سیاره Gliese ۵۸۱ G منطقه وجود دارد که همیشه یا هنگام طلوع است یا هنگام غروب این منطقه بهترین منطقه برای زندگی انسان و دیگر موجودات است و دمای آن مانند یک روز پاییز است.
دمای این سیاره در طرف روشن، گرم و معادل ۱۶۰ درجه سانتی گراد و در طرف دیگر سرد و معادل ۲۵- سانتی گراد اما در سرزمین میانی و در جای همیشه طلوع، دما مطلوب زندگی بشر است.